# Пинель, Филипп
Филипп Пинель (фр. Philippe Pinel; 20 апреля 1745 — 25 октября 1826) — французский врач, основоположник психиатрии во Франции. Работал в парижских больницах Бисетр и Сальпетриер; получил широкую известность благодаря реформе содержания и лечения психически больных. Член Французской академии наук.

## Жизнь и деятельность
Филипп Пинель родился 20 апреля 1745 года в Жонкьере, в семье потомственного врача. Первоначальное образование получил в иезуитском коллеже, где готовился к профессии священника. После окончания коллежа переехал в Тулузу и поступил в университет на физико-математический факультет. Окончив университет, Пинель работал преподавателем в коллеже, но затем принял неожиданное решение посвятить себя медицине. Защитив докторскую диссертацию в Тулузском университете, через год он переходит в университет Монпелье.
Приобретя медицинское образование, Пинель в 1778 году перебирается в Париж. Там он работает психиатром в частной лечебнице и редактирует «Журнал здоровья» (1784—1789), где публикует статьи по гигиене и психиатрии. В 1794 году стал профессором и впоследствии заведовал кафедрой внутренних болезней и психиатрии в парижской Эколь-де-Санте.

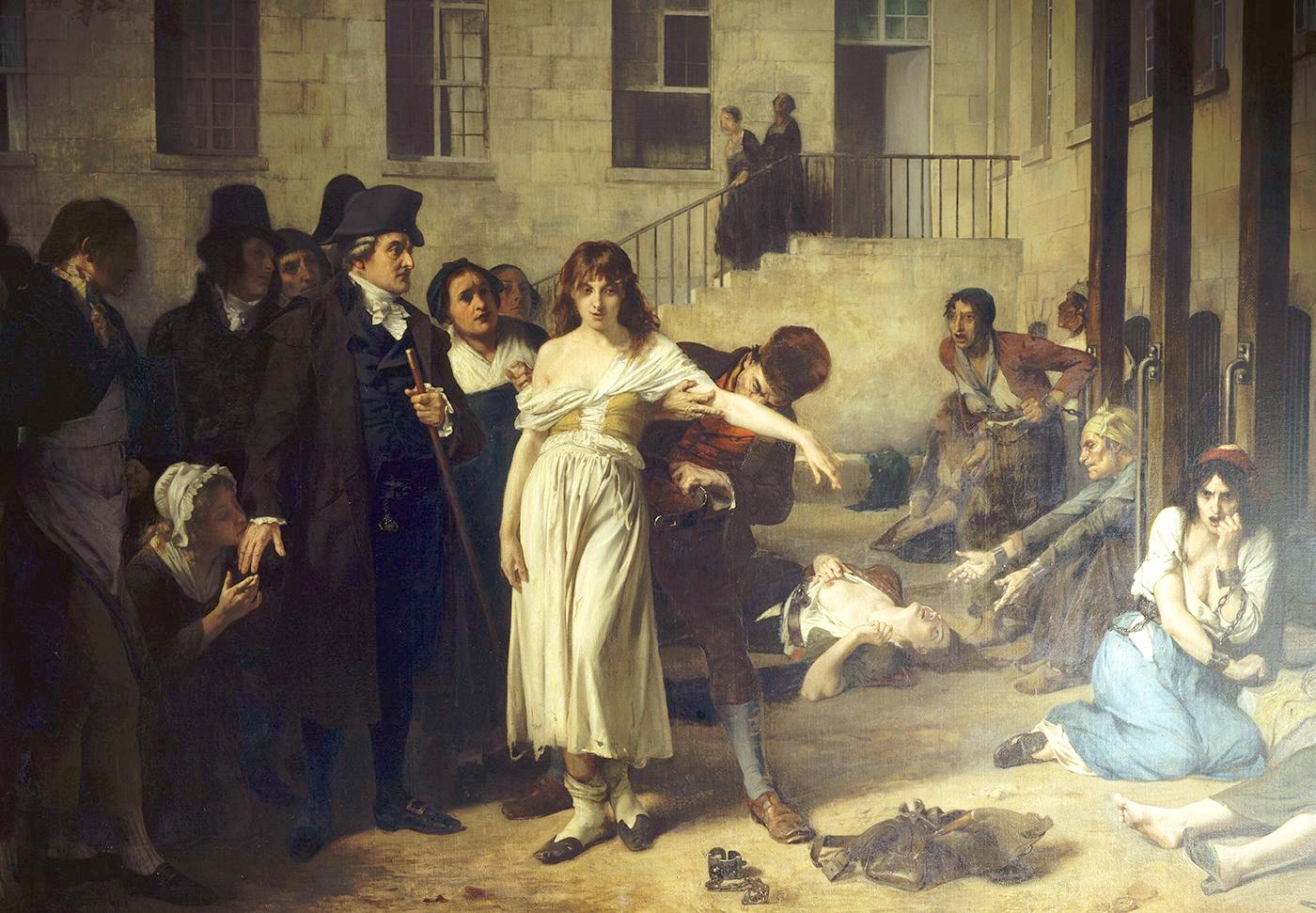
Филипп Пинель снимает цепи с больных. Картина Тони Робер-Флёри

В 1792 году Пинель был назначен врачом парижского заведения для умалишённых Бисетр. В Бисетре он совершил акт гуманности, ставший знаменитым: выхлопотал у революционного Конвента разрешение снять цепи с душевнобольных. Он также добился введения в практику содержания подобных пациентов больничного режима, врачебных обходов, лечебных процедур и много другого. Пинель предоставил больным свободу передвижений по больничной территории, заменил мрачные темницы солнечными комнатами с хорошей вентиляцией и предложил моральную поддержку и добрые советы как необходимую часть лечения.
Нововведение Пинеля увенчалось успехом: опасения, будто умалишённые, не закованные в цепях, окажутся опасными и для себя, и для окружающих, не оправдались. В самочувствии многих людей, находившихся десятилетия взаперти, за короткий срок появились значительные улучшения, и эти пациенты были выпущены на свободу.
Вскоре по почину Пинеля были освобождены от цепей также пациенты других учреждений (в частности, парижской больницы для женщин с психическими нарушениями Сальпетриер), и в Европе получил распространение принцип их гуманного содержания, с предоставлением свободы и жизненных удобств. Это достижение, стойко ассоциировавшееся с именем Филиппа Пинеля, принесло ему признание во всём мире.
Пинель получил широкую известность также как автор научных трудов в области психиатрии. Его трактат о душевных болезнях (1801) считается классическим трудом; во Франции Пинель стал основателем научной школы психиатров. Помимо психиатрии, работал также в области внутренней медицины и в 1797 году издал сочинение «Nosographie philosophique» («Философская нозография»), в котором утверждалось, что метод исследования в области медицины должен быть аналитическим, как в естественных науках. Этот труд в течение двадцати лет выдержал 6 изданий (в 1797, 1803, 1807, 1810, 1813 и 1818 гг.), был переведён на немецкий язык и сыграл большую роль в развитии рациональной медицины.
На протяжении многих лет Пинель занимал при парижском медицинском факультете кафедру гигиены, а впоследствии — внутренних болезней. В 1803 году он был избран в Академию наук на место Кювье, по секции зоологии и анатомии. Умер от воспаления легких 26 октября 1826 года в Сальпетриере; похоронен на парижском кладбище Пер-Лашез.

## Признание и память

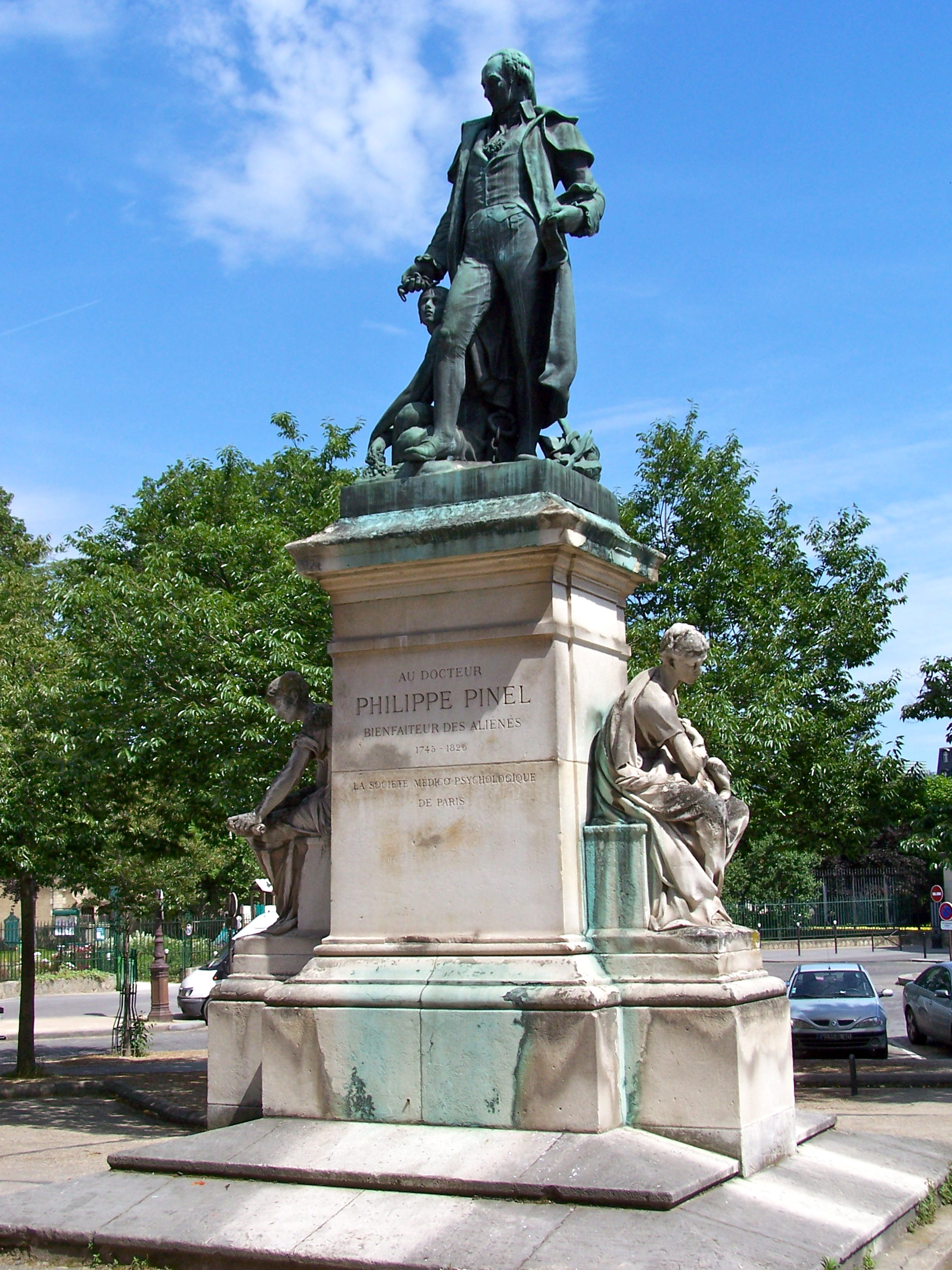
Памятник Пинелю в Париже

Влияние Пинеля на развитие психиатрии было столь велико, что в специальной литературе было принято говорить об «эпохе Пинеля».
Матт Муиджен, говоря о процессе преобразования психиатрической помощи в Европе, отмечает, что в этом процессе, очевидно, решающую роль сыграло влияние специалистов, главным образом психиатров, которые выступали борцами за перемены, таких как Пинель во Франции в XIX веке и Базалья в Италии в XX веке:113. Они предложили концепции новых моделей гуманной и эффективной помощи, революционные для их времени, вытесняющие неудовлетворительные и негуманные традиционные службы:113. Их реальным достижением было умение побудить политиков поддержать эти концепции и убедить коллег внедрить их, тем самым открывая возможность реальных и стойких изменений:113.
По словам Ю. С. Савенко, психиатрия состоялась как наука и научная практика лишь после реформы Пинеля — после снятия с больных цепей и устранения полицейского чина в качестве начальника больницы. Как отмечает Ю. С. Савенко, эти два принципа (принцип добровольности и частичного разгосударствления) остаются в психиатрии актуальными до сих пор; без их соблюдения резко падает объективность диагностики и экспертных заключений и эффективность лечения.
В 1885 перед центральным входом в больницу Сальпетриер был установлен памятник Пинелю.

### Критика
Знаменитый французский философ и историк психиатрии Мишель Фуко отмечал, что Пинель и его единомышленники отнюдь не упразднили практику изоляции безумцев: снимая с больных (притом не со всех) «материальные оковы», Пинель «опутывает их цепями нравственными». Эти изменения проявились в том, что персонал постоянно следил за поведением безумцев, их ошибки высмеивались, любое отклонение от нормального поведения влекло за собой наказание. Пинель и его последователи применяли такие меры, как, в частности, ледяной душ и вращательная машина, причём не в лечебных целях, а исключительно в нравственном контексте — в качестве наказания за проступки и бредовые идеи, если пациент в этих идеях не раскаивался. Как подчёркивал Фуко, со времени Пинеля «безумие оказывается погружённым в систему моральных ценностей и репрессий. Оно обволакивается карательной системой, где безумец, молодея, приближается в своих правах к ребёнку и где безумие с внушённым ему чувством вины оказывается изначально связанным с пороком».

## Научные труды
- Pinel Ph. Traité médico-philosophique sur l’aliénation mentale, ou la Manie. Paris: Richard, Caille et Ravier, an IX/1800 («Медико-философский трактат о мании»).

- Pinel Ph. Observations sur le régime moral qui est le plus propre à rétablir, dans certains cas, la raison égarée des maniaques // Gazzette de santé. 1789 («Наблюдения по поводу душевного обращения, могущего в некоторых случаях восстановить помраченный разум маньяков»).

- Pinel Ph. Recherches et observations sur le traitement des aliénés // Mémoires de la Société médicale de l’émulation. Section Médecine. 1798 («Исследования и наблюдения по поводу морального лечения душевнобольных»).

- Pinel, P. (1806). A treatise on insanity. Messers Cadell & Davies, Strand.